# Massacre de Lídice

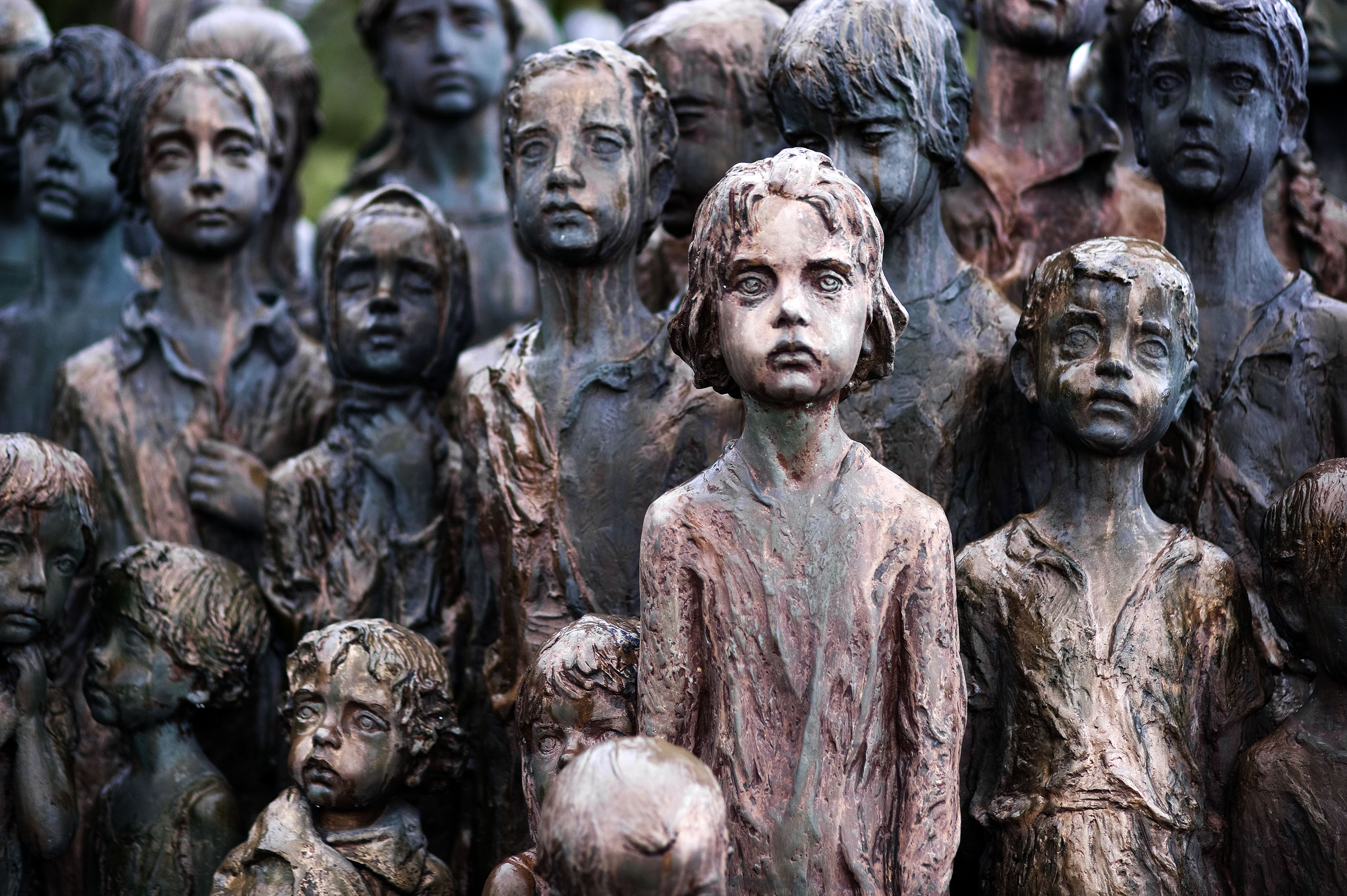
Memorial às crianças assassinadas de Lidice

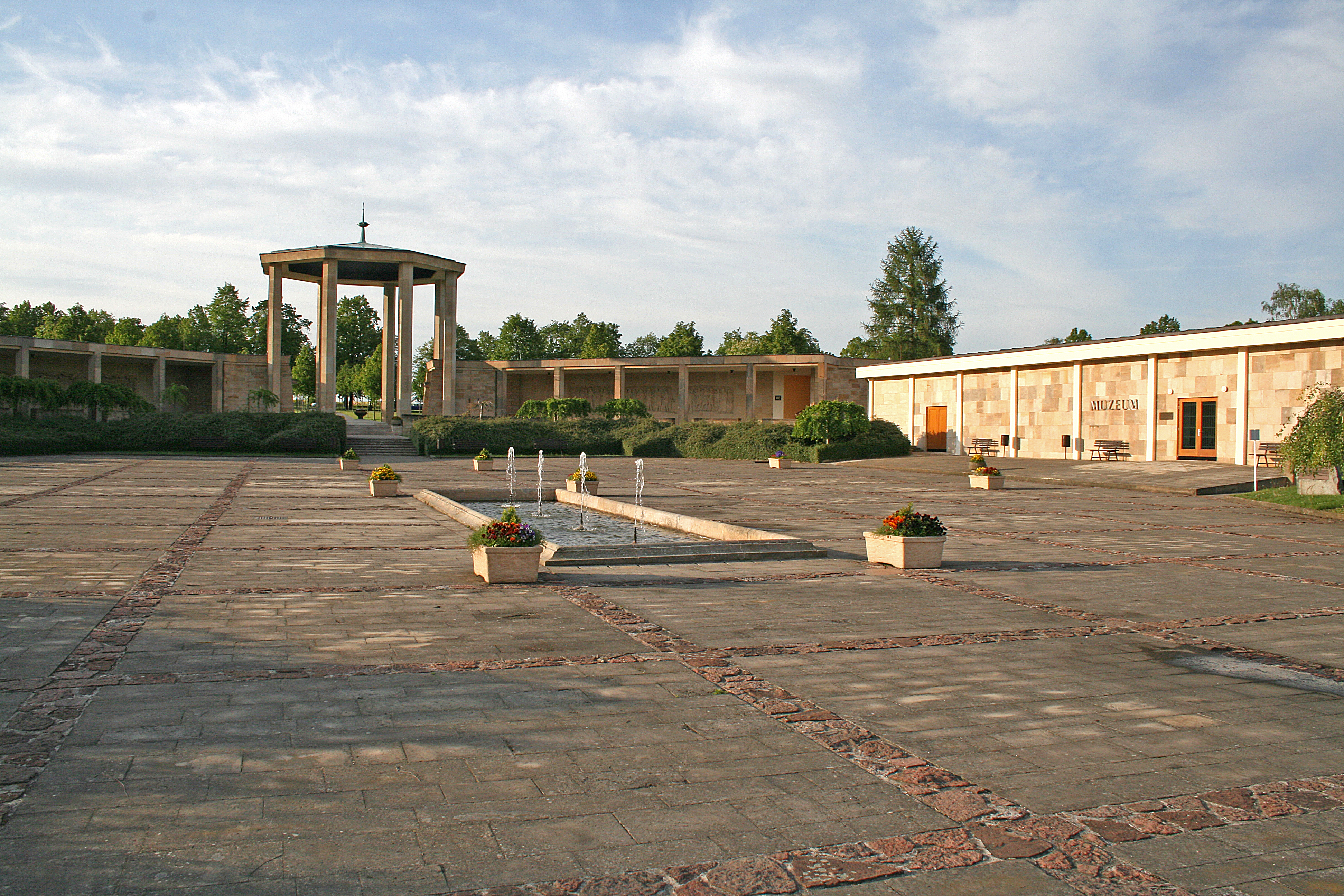
Museu de Lidice

O massacre de Lidice (em tcheco/checo: Vyhlazení Lidic) foi a destruição completa da aldeia de Lidice no Protetorado da Boêmia e Morávia, que agora faz parte da República Tcheca, em junho de 1942 por ordens do líder nazista Adolf Hitler e do Reichsprotektor interino Kurt Daluege, sucessor de Reinhard Heydrich. Ganhou atenção histórica como uma das instâncias mais documentadas de crimes de guerra alemães durante a Segunda Guerra Mundial, particularmente dado o deliberado assassinato de crianças.
Em represália pelo assassinato do Protetor do Reich Heydrich no final da primavera de 1942, todos os 173 homens da aldeia que tinham mais de 15 anos de idade foram mortos em 10 de junho de 1942. Outros 11 homens da aldeia que não estavam presentes no momento foram posteriormente presos e executados logo depois, junto com vários outros que já estavam sob custódia. De um total de 503 habitantes, 307 mulheres e crianças foram enviadas para um centro de detenção improvisado em uma escola de Kladno. Destas, 184 mulheres e 88 crianças foram deportadas para campos de concentração; 7 crianças que foram consideradas racialmente adequadas e assim elegíveis para germanização foram entregues a famílias da SS, e o restante foi enviado para o campo de extermínio de Chełmno, onde foram mortas a gás.
A Associated Press, citando transmissões de rádio alemãs que recebeu em Nova Iorque, disse: "Todos os homens adultos da cidade foram fuzilados, enquanto as mulheres foram colocadas em um campo de concentração, e as crianças foram confiadas a instituições educacionais apropriadas." Aproximadamente 340 pessoas de Lidice foram assassinadas na represália alemã (192 homens, 60 mulheres e 88 crianças). Após o fim da guerra, apenas 143 mulheres e 17 crianças retornaram.
A propaganda nazista anunciou aberta e orgulhosamente os eventos em Lidice em contraste direto com a desinformação e sigilo envolvidos com outros crimes contra populações civis, com intensa indignação ocorrendo entre as nações Aliadas e particularmente os países da Anglosfera. A história foi retratada em múltiplas formas de mídia desde o fim do conflito. Exemplos incluem o filme dramático internacionalmente conhecido Operation Daybreak e o compositor Bohuslav Martinů compôs a obra orquestral Memorial to Lidice.

## Livros
- Gerwarth, Robert (2011). Hitler's Hangman: The Life of Heydrich. New Haven, CT: Yale University Press. ISBN 978-0-300-11575-8
- Jan Kaplan and Krystyna Nosarzewska, Prague: The Turbulent Century, Koenemann Verlagsgesellschaft mbH, Koeln, (1997) ISBN 3-89508-528-6
- Joan M. Wolf: Someone Named Eva. 2007. ISBN 0-618-53579-9
- Eduard Stehlík: Lidice, The Story of a Czech Village. 2004. ISBN 80-86758-14-1
- Zena Irma Trinka: A little village called Lidice: Story of the return of the women and children of Lidice. International Book Publishers, Western Office, Lidgerwood, North Dakota, 1947.
- Maureen Myant: The Search. Alma Books, 2010. ISBN 978-1-84688-103-9
- Williams, Max (2003). Reinhard Heydrich: The Biography, Volume 2 – Enigma. Church Stretton: Ulric Publishing. ISBN 978-0-9537577-6-3
- Williamson, Gordon (1995). Loyalty is my Honor. [S.l.]: Motorbooks International. ISBN 0-7603-0012-7